# Maratus miles
Espèce
Maratus miles est une espèce d'araignées aranéomorphes de la famille des Salticidae.

## Distribution
Cette espèce est endémique du South West en Australie-Occidentale. Elle se rencontre vers Augusta.

## Description
Les mâles mesurent de 3,8 à 4,2 mm et les femelles de 4,9 à 5,5 mm.

## Systématique et taxinomie
Cette espèce a été décrite par Otto et Hill en 2024.

## Publication originale
- Otto & Hill, 2024 : « Two new peacock spiders in the linnaei group from Western Australia (Araneae: Salticidae: Euophryini: Australphryni: Maratus). » Peckhamia, vol. 318.1, p. 1-85 (texte intégral).